# Риппі (Айова)
Риппі (англ. Rippey) — місто (англ. city) в США, в окрузі Грін штату Айова. Населення — 220 осіб (2020).

## Географія
Риппі розташоване за координатами 41°56′3″ пн. ш. 94°12′3″ зх. д. / 41.93417° пн. ш. 94.20083° зх. д. (41.934211, -94.200800).  За даними Бюро перепису населення США в 2010 році місто мало площу 2,18 км², уся площа — суходіл.

## Демографія
Згідно з переписом 2010 року, у місті мешкали 292 особи в 116 домогосподарствах у складі 70 родин. Густота населення становила 134 особи/км².  Було 129 помешкань (59/км²).
Расовий склад населення:
| - 97,9 % — білих - 2,1 % — осіб інших рас |

До двох чи більше рас належало 0,0 %. Частка іспаномовних становила 5,8 % від усіх жителів.
За віковим діапазоном населення розподілялося таким чином: 27,1 % — особи молодші 18 років, 58,5 % — особи у віці 18—64 років, 14,4 % — особи у віці 65 років та старші. Медіана віку мешканця становила 38,0 року. На 100 осіб жіночої статі у місті припадало 107,1 чоловіків;  на 100 жінок у віці від 18 років та старших — 93,6 чоловіків також старших 18 років.
Середній дохід на одне домашнє господарство  становив 43 640 доларів США (медіана — 46 607), а середній дохід на одну сім'ю — 48 865 доларів (медіана — 48 125). За межею бідності перебувало 13,3 % осіб, у тому числі 15,6 % дітей у віці до 18 років та 0,0 % осіб у віці 65 років та старших.
Цивільне працевлаштоване населення становило 108 осіб. Основні галузі зайнятості: освіта, охорона здоров'я та соціальна допомога — 27,8 %, виробництво — 23,1 %, роздрібна торгівля — 13,9 %, транспорт — 10,2 %.